# Sighref
Sighref (også Sighraf eller Sighrafr) var en gotlandsk stenhugger, der var aktiv ved slutningen af 1100-tallet og begyndelsen af 1200-tallet.
Sighrefs stil er romansk med nordiske elementer i slyng- og dyreornamentikken. Han er ophavsmand til flere døbefonter, blandt andet i Grötlingbo kirke og Åkirkeby.

## Virke
Vi kender Sighref ved navn, takket være at han har indhugget det på døbefonten i Aa Kirke i Aakirkeby på Bornholm. Med runer står der: "Sighref mester". Det er den eneste døbefont, som bærer hans navn, men på baggrund af ligheder i motiver og teknik har man tilskrevet ham en stribe andre værker.
Mesteren udførte også andre stenarbejder, såsom søjler, relikvieskrin og relieffer. Mesterens navn optræder også på en arkadepille og i nogle arkadebuer kan man læse bibeltekster, affattet på oldnordisk gutnisk. Sighref anvendte typisk gotlandsk sandsten.

## Døbefonter

### Fontgruppe I
Døbefonter med buer og korte figurer på kummen:
- Aa Kirke, Bornholm: Font af Sighref.
- Hannas kirke, Skåne: Rigt skulpteret font tilskrevet Sighref.
- Högs kirke, Hälsingland: Skulpteret font fra slutningen af 1100-tallet tilskrevet Sighref.
- Silte kirke, Gotland: Forvitret font tilskrevet Sighref; ca 1200.

### Fontgruppe II
Døbefonter uden buer, men med fortløbende korte figurer på kummen:
- Bro kirke, Gotland: Font fra ca 1200 tilskrevet Sighref.
- Eke kirke, Gotland: Font fra 1100-tallets anden halvdel, tilskrevet Sighref.
- Grötlingbo kirke, Gotland: Skulpteret font fra ca 1200, tilskrevet Sighref.
- Hammenhögs kirke, Skåne: Font fra 1100-tallet, tilskrevet Sighref.
- Lau kirke, Gotland: Font fra omkring 1300 tilskrevet Sighref.
- Othems kirke, Gotland: Forvitret font fra ca 1200, muligvis af Sighref.

### Fontgruppe III
Døbefonter med fortløbende lange figurer på kummen:
- Brunflo kirke, Jämtland: Font tilskrevet Sighref.
- Mo kirke, Hälsingland: Font fra ca 1200 tilskrevet Sighref.
- Skogstibble kirke, Uppland: Skulpteret font fra ca 1200 tilskrevet Sighref.
- Tingstads kirke, Östergötland: Font tilskrevet Sighref.
- Torps kirke, Medelpad: Font tilskrevet Sighref.
- Vagnhärads kirke, Södermanland: Font tilskrevet Sighref.

### Ugrupperede fonter
Døbefonter af ukendt type:
- Brunflo kirke, Jämtland: Font frembragt ca 1200 af Sighref.
- Hannas kirke, Skåne: Font fra 1100-tallets senere del, tilskrevet Sighref.
- Hossmo kirke, Småland: Font, måske af Sighref.
- Hulterstads kirke, Öland: Font, måske af Sighref.
- Lillkirke kirke, Östergötland: Fragmentarisk font fra ca 1200 tilskrevet Sighref.
- Locknevi kirke, Småland: Font fra ca 1200 tilskrevet Sighref.
- Knivsta gamla kirke, Uppland: Font fra ca 1200 tilskrevet Sighref.

## Andre stenarbejder
- Grötlingbo kirke, Gotland: Relieffer tilskrevet Sighref.
- Lye kirke, Gotland: Relikvieskrin af sandsten fra 1100-tallet med relieffer af stenmesteren Sighref.
- Väte kirke, Gotland: Relieffer af Sighref og Byzantios.

## Eksterne links
- Stenmästare som kanske var make till Estrid (Torgny Andersson/Eke sockens förhistoria sid. 114) Arkiveret 8. februar 2007 hos  Wayback Machine